# بورنا
بورنا (بالألمانية: Borna) هي Grosse Kreisstadt و بلدة ألمانية تقع في ألمانيا في ساكسونيا.  يقدر عدد سكانها بـ 22,561 نسمة .

## المدن التوأمة
مدن إيتامبس و إربين هي مدن توأمة لـبرنا (زاكسن).

## معرض صور

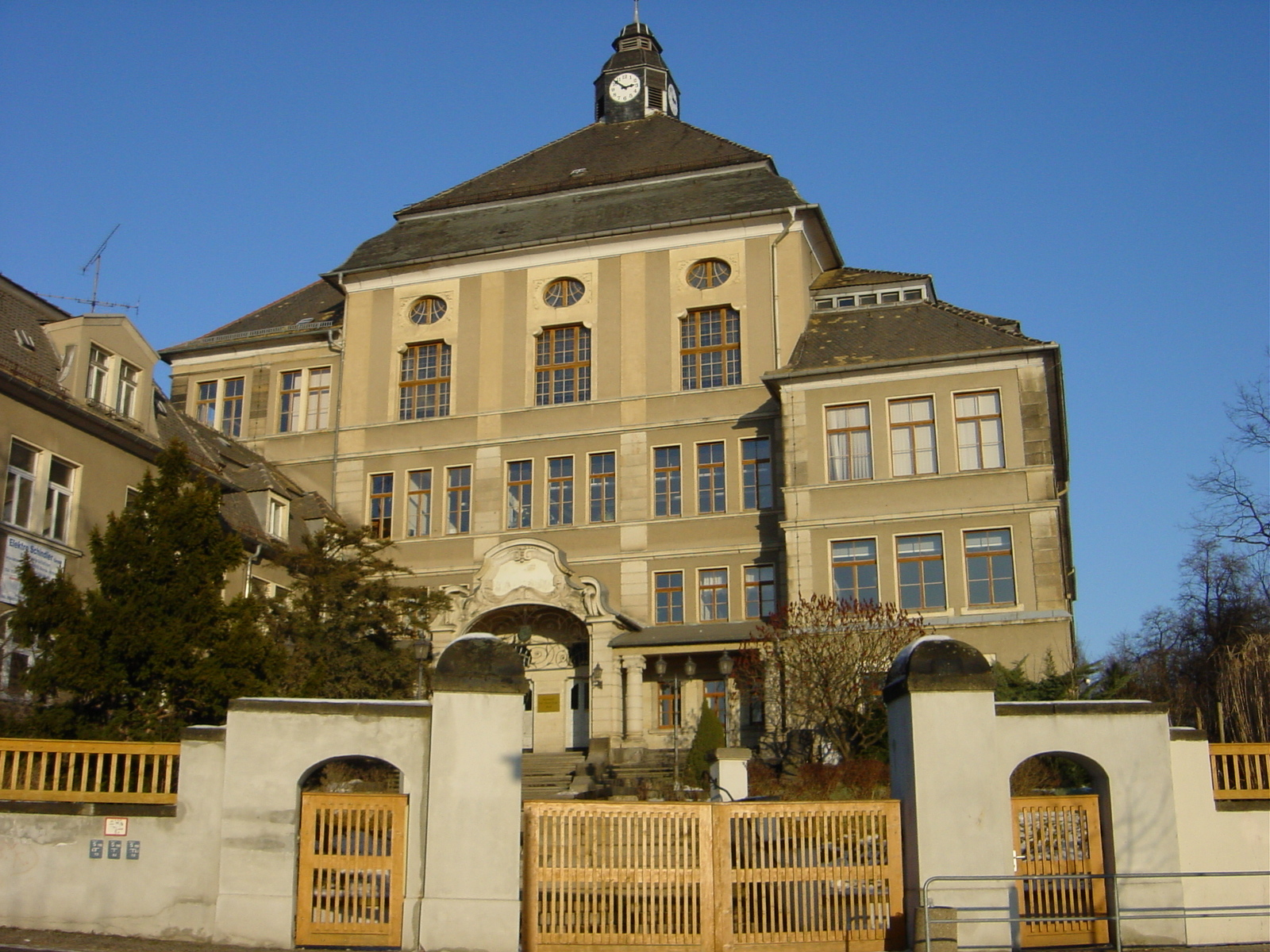
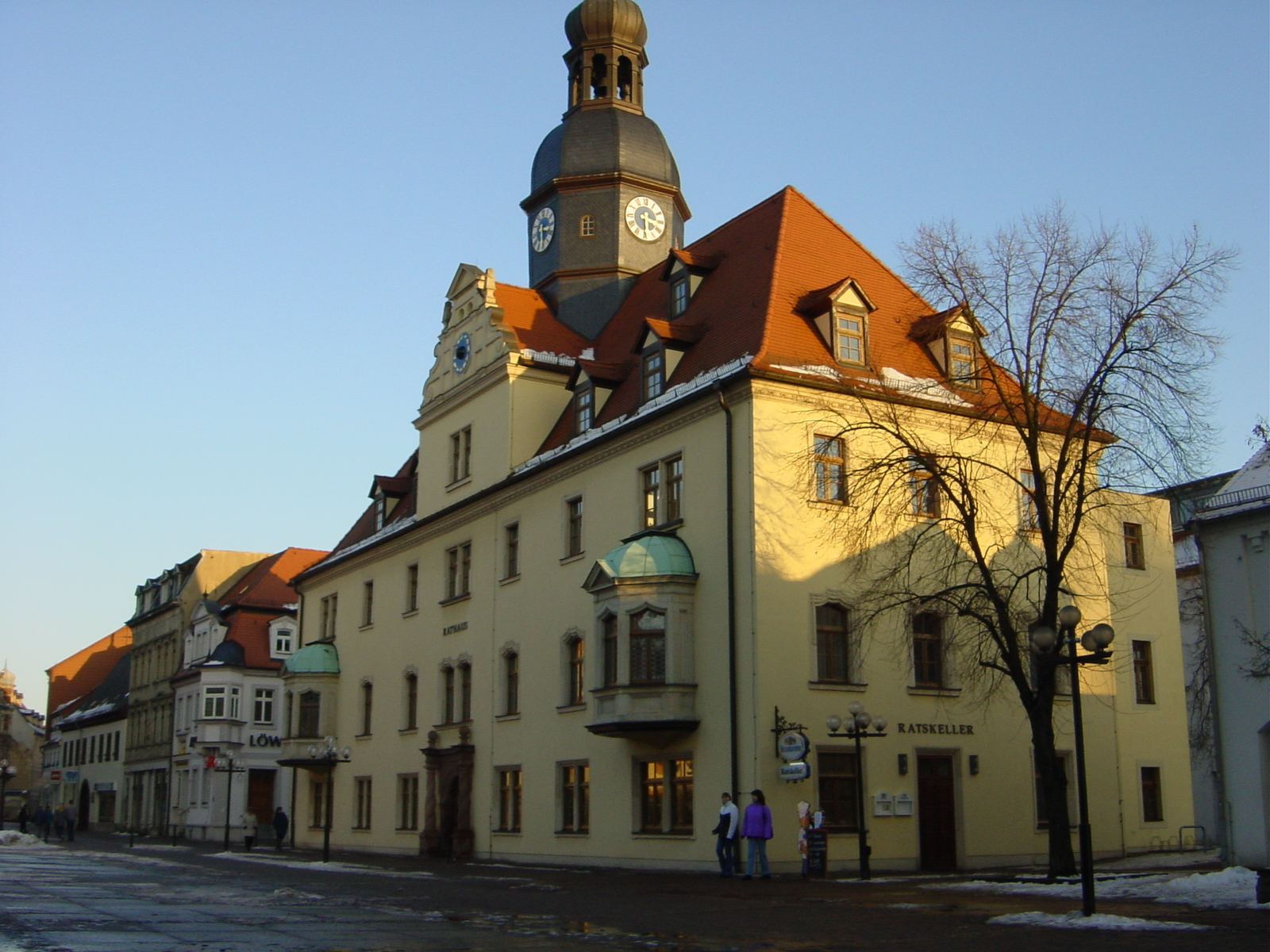
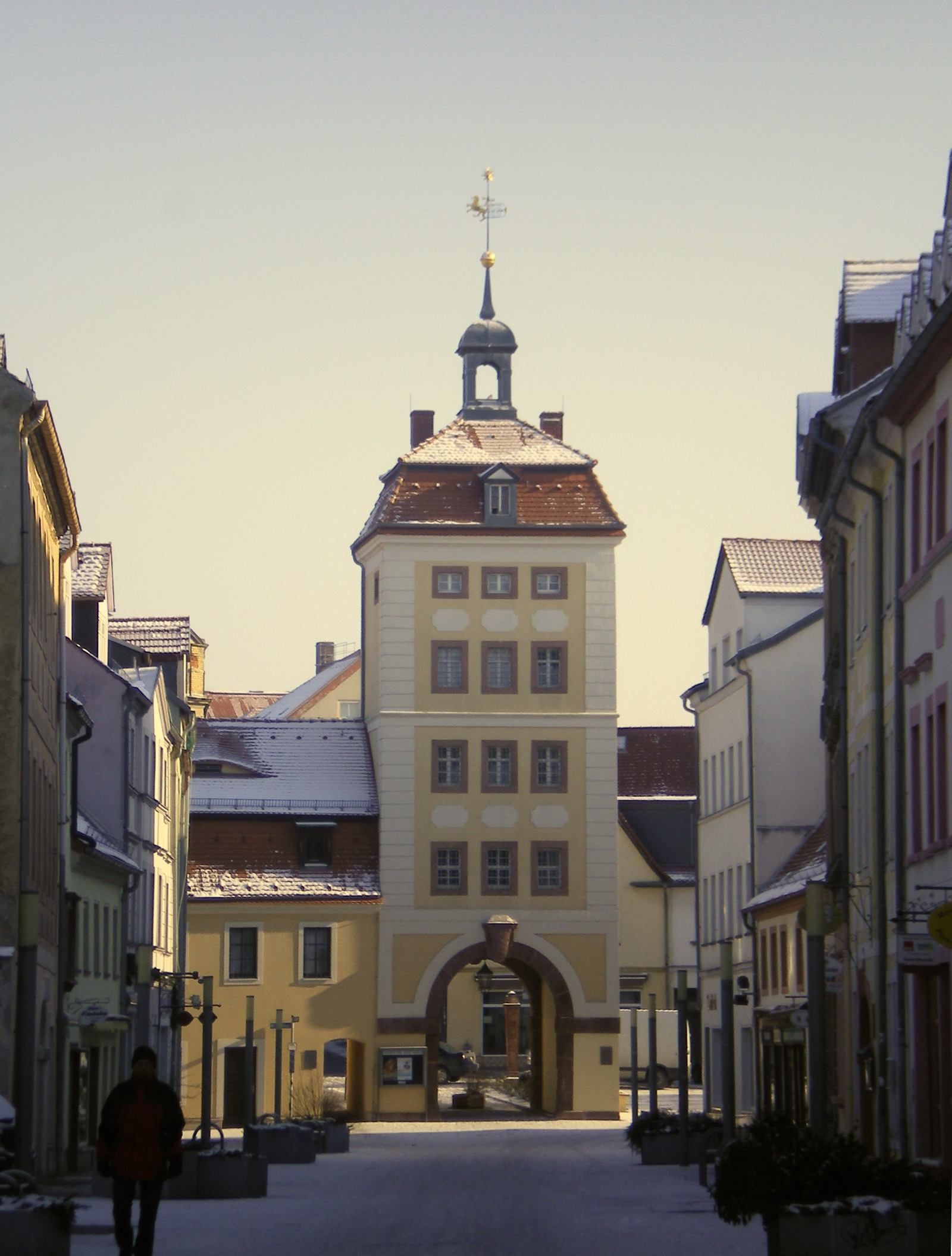
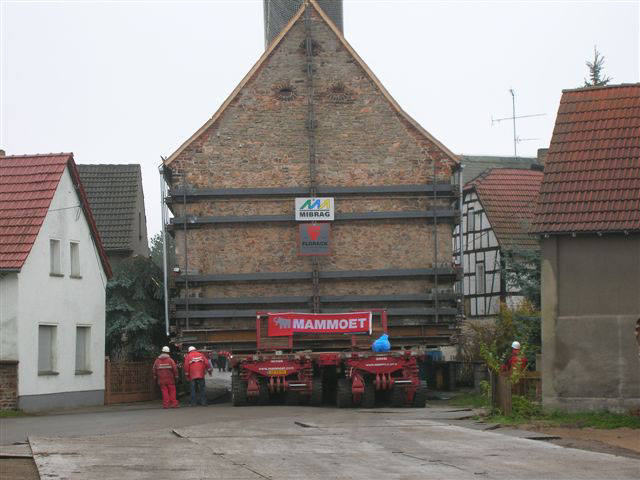

## أعلام
- أوليفر هيربر